# Arciellia dolichostoma
Arciellia dolichostoma är en tvåvingeart som först beskrevs av Hardy och Linda M. Kohn 1964.  Arciellia dolichostoma ingår i släktet Arciellia och familjen styltflugor. Inga underarter finns listade i Catalogue of Life.